# Bartolfo di Nangis
Bartolfo di Nangis (in latino Bartoflus de Nangeio), detto il Pellegrino (... – Gerusalemme, ...; fl. XI-XII secolo) è il nome convenzionalmente dato all'autore delle Gesta Francorum Iherusalem expugnantium, uno degli scritti dedicati alla prima crociata e alla crociata del 1101.
Note tramite sette manoscritti, le Gesta restano un'opera anonima. L'autore fu identificato per la prima volta con Bartolfo da Kaspar von Barth (1587-1658) nel XVII secolo, che lo indicò come Bartolfus quidam peregrinus de Nangeio, "Bartolfo pellegrino di Nangis". Egli sosteneva inoltre, sulla base di alcuni germanismi presenti nell'opera, che fosse tedesco e che vivesse nel Sacro Romano Impero, malgrado non escludesse l'ipotesi che fosse fiammingo.
Le Gesta attingono in maniera palpabile alla versione originale del 1106, oggi andata perduta, delle Gesta Francorum Iherusalem peregrinantium di Fulcherio di Chartres, da non confondere con la versione estesa che quest'ultimo autore realizzò comprensiva anche delle vicende avvenute tra il 1120 e il 1130. Ciò ha reso il valore della sua cronaca estremamente utile per gli studiosi dell'opera originale di Fulcherio. Egli include alcuni dettagli interessanti, tra cui ad esempio le informazioni sulla crociata di Boemondo pianificata contro l'Impero bizantino, non attestati da altre cronache.
La prima edizione delle Gesta fu pubblicata come opera anonima da Jacques Bongars nel 1611 e si concentrava su due manoscritti. Alcuni versi trovati nell'edizione di Bongars, uniti ad alcuni scritti editi prima del 1108, potrebbero essere stati composti dallo stesso autore (Bartolfo).